# IC 4468
IC 4468 — галактика типу SBc () у сузір'ї Терези.
Цей об'єкт міститься в оригінальній редакції індексного каталогу.